# エリトリア郵政公社
エリトリア郵政公社（エリトリアゆうせいこうしゃ、英語: Eritrean Postal Service）はエリトリアの郵便事業に責任を負う政府組織。現在の代表はAsmalash Gebreyesus。2009年には18百万通の郵便物を配達した。
2011年からはインターネットを利用した郵便物追跡サービスや郵便物紛失時の補償サービスを開始した。この年、万国郵便連合より「ベストサービス供給事業賞」を受けた。